# Nackt (Album)
Nackt ist nach Schrei! das zweite Livealbum der Band Subway to Sally. Es erschien am 17. November 2006 beim Label Nuclear Blast sowohl als CD als auch als DVD. Hierbei handelt es sich um Mitschnitte zweier Konzerte der „Nackt“-Akustiktour, aufgenommen am 30. April und 5. Mai 2006 in der Berliner Passionskirche. Zur Veröffentlichung der DVD gab es am 6. November 2006 exklusive Uraufführungen in mehreren Kinos. In Berlin war die Band anwesend und gab Autogramme.

## Stil
Das Spielen einer Akustikvariante ist eine komplette Neuerung im musikalischen Sortiment der Band. Das Bühnenbild besteht aus sechs auffallenden großen schwarzen, barocken Holzstühlen. Ein solcher Stuhl ziert auch das Cover des Albums. Die Stühle sind mit Efeu bedeckt. Die Band selbst trägt schwarze Bühnenkleidung. Die „Nackt“-Tour wurde weitgehend in Kirchen oder ähnlichen Gebäuden abgehalten, um den jeweiligen Konzerten einen gewissen atmosphärischen Beigeschmack zu geben.
Der Umstand, dass der aufgenommene Auftritt in einer Kirche stattfand, lieferte außerdem den passenden Hintergrund für eine Songansage Bodenskis. Zu Sanctus forderte er das Publikum auf: „So, jetzt wollen wir die Liederbücher hervorholen und auf Seite […] aufschlagen. […] Die Bücher lagen vorne am Eingang aus – wart ihr schon mal in einer Kirche?“ und spielte damit auf die Religionsverdrossenheit der „schwarzen“ Jugend an, die sich in der Berliner Passionskirche eingefunden hatte.

## Geschichte
Die Band hielt sich bei den Auftritten zur „Nackt“-Tour an die ungeschriebenen Vorgaben der Unplugged-Konzerte auf MTV, nämlich erstens, dass die Instrumente nicht durch Elektronik verstärkt oder verzerrt werden und zweitens, dass die Musiker beim Spielen sitzenbleiben, was speziell Sänger Eric Fish sichtlich schwerfiel – er hatte sich bei den Proben zur Tour immer wieder nicht auf dem Stuhl halten können und deshalb zwei Holzkugeln auf die Armlehnen seines Stuhls montieren lassen, an denen er sich – auf der DVD einige Male zu sehen – sichtlich kraftvoll festklammerte. Einzige Ausnahme von der Sitzregel bildete Gitarrist Simon, der bei „Die Braut & der Bräutigam“ aufsprang und über die Bühne tanzte.
Simon benutzte auf dieser Tour als „Instrument“ erstmals das sogenannte „Buch-Buch“. Hierbei handelt es sich um das Geschenk eines namentlich nicht genannten Fans, der sich die Mühe gemacht hatte, sämtliche von Subway to Sally je veröffentlichte Songtexte niederzuschreiben. Ebenfalls während „Die Braut & der Bräutigam“ kam das „Buch-Buch“ dann zum Einsatz, indem Simon den Text aus dem Buch heraus vorsang.
Gastmusiker auf Album und Tour war Cellist B. Deutung von den Inchtabokatables, die mit Subway to Sally eine langjährige Freundschaft verbindet.
Laut Sänger Eric Fish ist die DVD und nicht die CD der Hauptbestandteil der neuesten Auflage. 13 Titel der DVD hätten nämlich nicht mehr auf die CD gepasst, so dass der DVD mit 28 Titeln gegenüber der CD mit lediglich 15 Songs der Vorrang gebührt. Das Label Nuclear Blast veröffentlichte eine limitierte Version des Albums (1.000 Stück) in einer massiven Holzkiste. Enthalten waren außer dem Album noch ein Tourtagebuch und ein Stück künstliches Efeu, welches zur Optik der Tour gehört.
Eine Besonderheit an dem mitgeschnittenen Konzert stellte die Tatsache dar, dass mit Ausnahme von Zu spät und Syrah fast alle Lieder von Bannkreis gespielt wurden.
Die Nackt-Tour wurde im April 2010 aufgrund des großen Erfolges mit der „Nackt II“-Konzertreihe fortgesetzt – dies steht im Gegensatz zu früheren Äußerungen der Bandmitglieder, die Nackt-Tour sei einmalig gewesen und würde auf lange Zeit die einzige Akustiktour von Subway to Sally bleiben.

## Titelliste CD
1. Intro (vom Album Nackt)
2. Böses Erwachen (vom Album Hochzeit)
3. Das Rätsel (vom Album Bannkreis)
4. Sieben (vom Album Nord Nord Ost)
5. Unterm Galgen (vom Album Bannkreis)
6. Ohne Liebe (vom Album Hochzeit)
7. Maria (vom Album Foppt den Dämon!)
8. Baum (vom Album Bannkreis)
9. Liebeszauber (vom Album Bannkreis)
10. Das Rätsel II (vom Album Nord Nord Ost)
11. Sag dem Teufel (vom Album Foppt den Dämon!)
12. Horo (vom Album Schrei!)
13. Der Hofnarr (vom Album Foppt den Dämon!)
14. Arche (vom Album MCMXCV)
15. Abgesang (vom Album Foppt den Dämon!)

## Titelliste DVD
1. Intro (vom Album Nackt)
2. Böses Erwachen (vom Album Hochzeit)
3. Das Rätsel (vom Album Bannkreis)
4. Minne (vom Album Hochzeit)
5. Ein Baum (vom Album Bannkreis)
6. Horo (vom Album Schrei!)
7. Der Hofnarr (vom Album Foppt den Dämon!)
8. Sieben (vom Album Nord Nord Ost)
9. Element des Verbrechens (vom Album Bannkreis)
10. Kruzifix (vom Album Bannkreis)
11. Alle, psallite cum luya (vom Album Bannkreis)
12. Mephistos (vom Album Bannkreis)
13. Das Rätsel II (vom Album Nord Nord Ost)
14. Kleid aus Rosen (vom Album Herzblut)
15. Abgesang (vom Album Foppt den Dämon!)
16. Unterm Galgen (vom Album Bannkreis)
17. Traum vom Tod II (vom Album Foppt den Dämon!)
18. Sanctus (vom Album Bannkreis)
19. Maria (vom Album Foppt den Dämon!)
20. Liebeszauber (vom Album Bannkreis)
21. Arche (vom Album MCMXCV)
22. Sag dem Teufel (vom Album Foppt den Dämon!)
23. Die Braut & der Bräutigam (von den Alben Album 1994 & MCMXCV)
24. Carrickfergus (vom Album MCMXCV)
25. Schlaflied (vom Album Bannkreis)
26. Ohne Liebe (vom Album Hochzeit)
27. Feuerkind (vom Album Nord Nord Ost)
28. Seemannslied (vom Album Nord Nord Ost)

## Kommerzieller Erfolg

### Chartplatzierungen
Album
| ChartsChartplatzierungen | Höchstplatzierung | Wochen |
| ------------------------ | ----------------- | ------ |
| Deutschland (GfK)        | 50 (2 Wo.)        | 2      |

### Auszeichnungen für Musikverkäufe
Videoalbum

| Land/Region        | Auszeichnungen für Musikverkäufe (Land/Region, Auszeichnung, Verkäufe) | Verkäufe |
| ------------------ | ---------------------------------------------------------------------- | -------- |
| Deutschland (BVMI) | Gold                                                                   | 25.000   |
| Insgesamt          | 1× Gold ·                                                              | 25.000   |